# Olympische Sommerspiele 1924/Reiten
Bei den VIII. Olympischen Spielen 1924 in Paris wurden fünf Wettbewerbe im Reiten ausgetragen.

## Dressur

### Einzel
| Platz | Land | Reiter und Pferd               | Punkte |
| ----- | ---- | ------------------------------ | ------ |
| 1     | SWE  | Ernst Linder auf „Piccolomini“ | 276,4  |
| 2     | SWE  | Bertil Sandström auf „Sabel“   | 275,8  |
| 3     | FRA  | Xavier Lesage „Plumarol“       | 265,8  |

## Springreiten

### Einzel
| Platz | Land | Reiter und Pferd                    | Strafpunkte |
| ----- | ---- | ----------------------------------- | ----------- |
| 1     | SUI  | Alphonse Gemuseus auf „Lucette“     | 6           |
| 2     | ITA  | Tommaso Lequio di Assaba „Trebecco“ | 8,75        |
| 3     | POL  | Adam Królikiewicz auf „Picador“     | 10          |

### Mannschaft
| Platz | Land | Reiter und Pferde                                                                                     | Strafpunkte |
| ----- | ---- | --- | ----------- |
| 1     | SWE  | Åge Lundström auf „Anvers“ Axel Ståhle auf „Cecil“ Åke Thelning auf „Loke“                            | 42,25       |
| 2     | SUI  | Hans Bühler auf „Sailor Boy“ Alphonse Gemuseus auf „Lucette“ Werner Stuber auf „Girandole“            | 50          |
| 3     | POR  | Aníbal d’Almeida auf „Reginald“ José Mouzinho de Albuquerque auf „Hertugo“ Hélder de Souza auf „Avro“ | 53          |

## Vielseitigkeit

### Einzel
| Platz | Land | Reiter und Pferd                                | Punkte |
| ----- | ---- | ----------------------------------------------- | ------ |
| 1     | NED  | Adolf van der Voort van Zijp auf „Silver Piece“ | 1976,0 |
| 2     | DEN  | Frode Kirkebjerg auf „Meteor“                   | 1853,5 |
| 3     | USA  | Sloan Doak auf „Pathfinder“                     | 1845,5 |

### Mannschaft
| Platz | Land | Reiter und Pferde | Punkte |
| ----- | ---- | --- | ------ |
| 1     | NED  | Antonius Colenbrander auf „King of Hearts“ Gerard de Kruijff auf „Addio“ Charles Pahud de Mortanges auf „Johnny Walker“ Adolf van der Voort van Zijp auf „Silver Piece“ | 5297,5 |
| 2     | SWE  | Gustaf Hagelin auf „Varius“ Claës König auf „Bojar“ Carl Gustaf Lewenhaupt auf „Canter“ Torsten Sylvan auf „Anita“                                                      | 4743,5 |
| 3     | ITA  | Alessandro Alvisi auf „Capiligio“ Emanuele Beraudo di Pralormo auf „Mount Felix“ Tommaso Lequio di Assaba auf „Torena“ Alberto Lombardi auf „Pimpolo“                   | 4512,5 |